# Passeport bahaméen
Le passeport bahaméen est un document de voyage international délivré aux ressortissants bahaméens, et qui peut aussi servir de preuve de la citoyenneté bahaméenne.